# Comarca de Avilés
La comarca de Avilés es una de las ocho comarcas funcionales o áreas de planificación territorial en que está dividido el Principado de Asturias a efectos de homogeneización espacial de los datos procedentes de los concejos en las estadísticas regionales. Comprende los concejos de:
- Avilés.
- Candamo.
- Castrillón.
- Corvera de Asturias.
- Cudillero.
- Gozón.
- Illas.
- Muros de Nalón.
- Pravia.
- Soto del Barco.

Aunque el Estatuto de Autonomía de Asturias prevé la división del territorio asturiano en comarcas, estas no han sido desarrolladas oficialmente todavía, aunque cada vez está más desarrollada la denominada Comarca Aviles, que incluye a los concejos de Avilés, Castrillón, Illas y Corvera, en temas como el transporte público, turismo, urbanismo y comercio, haciendo de estos cuatro concejos funcionar en muchos casos como uno solo.
- Datos: Q791012
- Multimedia: Comarca de Avilés / Q791012